# التنافس بين الجزائر والمغرب في كرة القدم
يعرض هذا المقال التنافس بين الجزائر والمغرب في كرة القدم ويخص المباريات التي جرت بين المنتخبات الأولى لكلا البلدين. ويعود هذا التنافس منذ أول مباراة في 31 أكتوبر 1965.

## تاريخ المنافسة
انتهت المواجهة الأولى بين الفريقين بالتعادل السلبي 0–0 في الجزائر العاصمة في 1 نوفمبر 1965. فاز المغرب بعشرة (10) مواجهات، وفازت الجزائر بتسعة (9) وكان هناك أيضا إحدى عشر (11) تعادل. هذا هو واحد من أكبر المنافسات الموجودة اليوم. أكبر نتيجة حصلت بين المنتخبين تعود إلى 9 ديسمبر 1979 حين فازت الجزائر بنتيجة 5–1 في الأولمبياد. وعادةً ما تكون الملاعب ممتلئة وغالبًا ما تكون هُناك مشاحنات قبل المباراة وخلالها وبعدها.

## المواجهات بين المنتخبين أ

### المباريات
| #  | التاريخ        | المسابقة                        | الملعب          | المضيف  | النتيجة       | الضيف   |
| -- | -------------- | ------------------------------- | --------------- | ------- | ------------- | ------- |
| 1  | 31 أكتوبر 1965 | مباراة ودية                     | الجزائر العاصمة | الجزائر | 0–0           | المغرب  |
| 2  | 6 مارس 1966    | مباراة ودية                     | الدار البيضاء   | المغرب  | 1–0           | الجزائر |
| 3  | 24 نوفمبر 1966 | مباراة ودية                     | الجزائر العاصمة | الجزائر | 2–2           | المغرب  |
| 4  | 11 سبتمبر 1967 | ألعاب البحر الأبيض المتوسط 1967 | تونس العاصمة    | الجزائر | 3–1           | المغرب  |
| 5  | 17 مارس 1968   | مباراة ودية                     | الدار البيضاء   | المغرب  | 0–0           | الجزائر |
| 6  | 9 مارس 1969    | تصفيات كأس الأمم الأفريقية 1970 | الجزائر العاصمة | الجزائر | 2–0           | المغرب  |
| 7  | 22 مارس 1969   | تصفيات كأس الأمم الأفريقية 1970 | أكادير          | المغرب  | 1–0           | الجزائر |
| 8  | 31 أكتوبر 1969 | مباراة ودية                     | الجزائر العاصمة | الجزائر | 1–0           | المغرب  |
| 9  | 10 ديسمبر 1970 | تصفيات كأس الأمم الأفريقية 1972 | الجزائر العاصمة | الجزائر | 3–1           | المغرب  |
| 10 | 27 ديسمبر 1970 | تصفيات كأس الأمم الأفريقية 1972 | الدار البيضاء   | المغرب  | 3–0           | الجزائر |
| 11 | 31 أكتوبر 1973 | مباراة ودية                     | الجزائر العاصمة | الجزائر | 2–0           | المغرب  |
| 12 | 7 أبريل 1974   | مباراة ودية                     | الدار البيضاء   | المغرب  | 2–0           | الجزائر |
| 13 | 31 أكتوبر 1974 | مباراة ودية                     | الجزائر العاصمة | الجزائر | 0–0           | المغرب  |
| 14 | 9 ديسمبر 1979  | تصفيات الألعاب الأولمبية 1980   | الدار البيضاء   | المغرب  | 1–5           | الجزائر |
| 15 | 21 ديسمبر 1979 | تصفيات الألعاب الأولمبية 1980   | الجزائر العاصمة | الجزائر | 3–0           | المغرب  |
| 16 | 13 مارس 1980   | كأس الأمم الأفريقية 1980        | إبادان          | المغرب  | 0–1           | الجزائر |
| 17 | 8 مارس 1986    | كأس الأمم الأفريقية 1986        | الإسكندرية      | الجزائر | 0–0           | المغرب  |
| 18 | 16 مارس 1988   | كأس الأمم الأفريقية 1988        | الدار البيضاء   | المغرب  | 1–0           | الجزائر |
| 19 | 26 مارس 1988   | كأس الأمم الأفريقية 1988        | الدار البيضاء   | المغرب  | 1–1 (ض.ج 3–4) | الجزائر |
| 20 | 22 مارس 1989   | مباراة ودية                     | بجاية           | الجزائر | 1–1           | المغرب  |
| 21 | 25 مايو 1989   | مباراة ودية                     | القنيطرة        | المغرب  | 1–0           | الجزائر |
| 22 | 3 أبريل 1991   | مباراة ودية                     | عنابة           | الجزائر | 2–2           | المغرب  |
| 23 | 26 ديسمبر 1991 | مباراة ودية                     | الدار البيضاء   | المغرب  | 1–1           | الجزائر |
| 24 | 22 سبتمبر 1993 | مباراة ودية                     | الرباط          | المغرب  | 0–0           | الجزائر |
| 25 | 9 يوليو 2000   | تصفيات كأس العالم 2002          | فاس             | المغرب  | 2–1           | الجزائر |
| 26 | 4 مايو 2001    | تصفيات كأس العالم 2002          | الجزائر العاصمة | الجزائر | 1–2           | المغرب  |
| 27 | 8 فبراير 2004  | كأس الأمم الأفريقية 2004        | صفاقس           | المغرب  | 3–1 (ب.و.إ.)  | الجزائر |
| 28 | 27 مارس 2011   | تصفيات كأس الأمم الأفريقية 2012 | عنابة           | الجزائر | 1–0           | المغرب  |
| 29 | 4 يونيو 2011   | تصفيات كأس الأمم الأفريقية 2012 | مراكش           | المغرب  | 4–0           | الجزائر |
| 30 | 11 ديسمبر 2021 | كأس العرب 2021                  | الدوحة          | المغرب  | 2–2 (ض.ج 3–5) | الجزائر |

### إحصائيات
| المنافسة                   | المباريات | فوز الجزائر | تعادلات | فوز المغرب | أهداف الجزائر | أهداف المغرب |
| -------------------------- | --------- | ----------- | ------- | ---------- | ------------- | ------------ |
| تصفيات كأس العالم          | 2         | 0           | 0       | 2          | 2             | 4            |
| كأس الأمم الأفريقية        | 5         | 1           | 2       | 2          | 3             | 5            |
| تصفيات كأس الأمم الأفريقية | 6         | 3           | 0       | 3          | 6             | 9            |
| تصفيات الألعاب الأولمبية   | 2         | 2           | 0       | 0          | 8             | 1            |
| كأس العرب                  | 1         | 0           | 1       | 0          | 2             | 2            |
| ألعاب البحر الأبيض المتوسط | 1         | 1           | 0       | 0          | 3             | 1            |
| المباريات الرسمية          | 16        | 7           | 2       | 7          | 22            | 20           |
| مباريات ودية               | 13        | 2           | 8       | 3          | 9             | 10           |
| المجموع                    | 30        | 9           | 11      | 10         | 33            | 32           |

## مواجهات أخرى

### المباريات
| # | التاريخ           | المسابقة                                   | الملعب        | المضيف            | النتيجة       | الضيف          |
| - | ----------------- | ------------------------------------------ | ------------- | ----------------- | ------------- | -------------- |
| 1 | 20-28 جويلية 1970 | الألعاب الجامعية و المدرسية المغاربية 1970 | تونس العاصمة  | الجزائر (XI)      | 3–0           | المغرب (XI)    |
| 2 | 22 جانفي 1985     | كأس نهرو 1985                              | إرناكولام     | المغرب            | 4–0           | الجزائر (ب)    |
| 3 | 13 أغسطس 1985     | الألعاب العربية 1985                       | الرباط        | المغرب            | 1–0 (ب.و.إ.)  | الجزائر (ب)    |
| 4 | 19 سبتمبر 1987    | ألعاب البحر الأبيض المتوسط 1987            | اللاذقية      | الجزائر (ب)       | 1–2           | المغرب (ب)     |
| 5 | 1 مارس 2002       | كأس ل.جي. 2002                             | الدار البيضاء | المغرب (الأولمبي) | 0–0 (ض.ج 4–5) | الجزائر (ب)    |
| 6 | 3 ماي 2008        | تصفيات بطولة أمم أفريقيا للمحليين 2009     | القليعة       | الجزائر (محلي)    | 1–1           | المغرب (محلي)  |
| 7 | 17 ماي 2008       | تصفيات بطولة أمم أفريقيا للمحليين 2009     | فاس           | المغرب (محلي)     | 1–1 (ض.ج 3–1) | الجزائر (محلي) |
| 8 | 21 سبتمبر 2019    | تصفيات بطولة أمم أفريقيا للمحليين 2020     | البليدة       | الجزائر (محلي)    | 0–0           | المغرب (محلي)  |
| 9 | 19 أكتوبر 2019    | تصفيات بطولة أمم أفريقيا للمحليين 2020     | بركان         | المغرب (محلي)     | 3–0           | الجزائر (محلي) |

### إحصائيات
| المنافسة                              | المباريات | فوز الجزائر | تعادلات | فوز المغرب | أهداف الجزائر | أهداف المغرب |
| ------------------------------------- | --------- | ----------- | ------- | ---------- | ------------- | ------------ |
| تصفيات بطولة أمم أفريقيا للمحليين     | 4         | 0           | 3       | 1          | 2             | 5            |
| ألعاب البحر الأبيض المتوسط            | 1         | 0           | 0       | 1          | 1             | 2            |
| الألعاب العربية                       | 1         | 0           | 0       | 1          | 0             | 1            |
| الالعاب الجامعية و المدرسية المغاربية | 1         | 1           | 0       | 0          | 3             | 0            |
| كأس نهرو                              | 1         | 0           | 0       | 1          | 0             | 4            |
| المجموع                               | 8         | 1           | 3       | 4          | 6             | 12           |